# Dragen
 For alternative betydninger, se drage.
Dragen (Draco) er et stjernebillede på den nordlige himmelkugle. Det var en af de 48 stjernebilleder, det blev nævnt af Ptolemæus i det 2. århundrede, og den er i moderne tid en de 88 kendte stjernebilleder. Nordpolen af ekliptika ligger i Dragen. Den er cirkumpolær og kan ses hele året rundt fra 
Nordlige breddegrader.